# Барановская, Наталья Борисовна
Ната́лья Бори́совна Барано́вская (1915—2001) — советский и российский учёный-химик, специалист по герметикам, доктор технических наук.

## Биография
Окончила химический факультет МГУ (1938), затем работала во Всероссийском научно-исследовательском институте авиационных материалов, где прошла путь от инженера до начальника отдела герметизирующих материалов, применяемых в авиакосмической технике. Научное направление − авиационные герметики, синтез теплостойких каучуков и герметиков, холодная вулканизации кремнийорганических и полисульфидных эластомеров.
Одна из немногих женщин, принимавших участие в работе по созданию и совершенствованию материалов для авиационно-космической техники. Многие из созданных ею герметизирующих материалов по уровню свойств, особенно по температурному интервалу применения, превосходили лучшие зарубежные аналоги. Большая часть герметиков, используемых сегодня в авиационной промышленности, разработаны при участии и под руководством Н. Б. Барановской.

## Награды
- Орден Трудового Красного Знамени РСФСР,
- «Орден Знак Почёта».